# 827 (число)
827 - число между 826 и 828. Оно является простым числом, и относительно их последовательности стоит между 823 и 829.
Числа после 827:
828 - Палиндром.
838 - Палиндром.
844 - Ангельское число с сочетанием энергий чисел 8 и 4.
848 - Палиндром.
855 - Сумма цифр всех двузначных чисел.
858 - Палиндром.
861 - Сфеническое число.
864 - Число харшад и середина пифагорейских троек.
868 - Палиндром.
878 - Палиндром.
879 - Число после 196, для которого не удалось найти палиндром.
1. ↑  864 (число). ru.wikiital.com. Дата обращения: 15 августа 2025.

Категория:Натуральные числа Категория:Простые числа